# Cesare Lapini
Pour les articles homonymes, voir Lapini.
Cesare Lapini (né en 1848 à Florence et mort à une date inconnue entre 1888 et 1898) était un sculpteur italien du XIXe siècle.

## Biographie
Il a travaillé et vécu à Florence et a exposé ses œuvres à Rome à la fin du XIXe siècle.

## Œuvres
Cesare Lapini a notamment traité dans son œuvre le thème de la femme (figures religieuses ou mythologiques, dans un style qui évoque parfois celui d'Antonio Canova ; avec un Amour embrassant Psychée par exemple).
Parmi ses sculptures, on peut citer :
- Rebecca[3], marbre inspiré par la figure biblique de Rebecca, signé et daté sur le socle, « C. Lapini, Firenze, 1885 »
- Les Lutteurs, groupe en marbre de Carrare, inspiré de la célèbre sculpture, découverte à la Renaissance, maintenant conservée à la Galerie des Offices de Florence, représentant deux hommes dans un corps à corps intense mettant en évidence toute leur musculature ; signé, situé et daté « Copia di Flli Lapini, Firenze, 1891 » — hauteur 56 cm - largeur 66 cm - profondeur 36 cm
- Psyche abbandonata[4], marbre, signé et daté, « C. Lapini, Firenze, 1895 »

Il a sculpté plusieurs baigneuses et figures féminine, souvent dans des attitudes évoquant la pudeur.
Il a aussi traité le thème de l'enfant avec une sculpture représente un enfant assis sur une petite chaise, en 1889, assis sur une chaise et un enfant-pêcheur (marbre de Carare, avec inscription "Titatore Di Giacchio", signé : Pro. Lapini, Firenze.